# Boletina saigusai
Boletina saigusai är en tvåvingeart som beskrevs av Loïc Matile 1983. Boletina saigusai ingår i släktet Boletina och familjen svampmyggor. Inga underarter finns listade i Catalogue of Life.